# Rouy-le-Petit
Rouy-le-Petit – miejscowość i gmina we Francji, w regionie Hauts-de-France, w departamencie Somma.
Według danych na rok 2011 gminę zamieszkiwały 124 osoby, a gęstość zaludnienia wynosiła 38 osób/km² (wśród 2293 gmin Pikardii Rouy-le-Petit plasuje się na 893. miejscu pod względem liczby ludności, natomiast pod względem powierzchni na miejscu 1037.).